# Стьюарт (округ, Теннесси)
Округ Стьюарт (англ. Stewart County) располагается в штате Теннесси, США. Официально образован в 1803 году. По состоянию на 2010 год, численность населения составляла 13 324 человека.

## География
По данным Бюро переписи США, общая площадь округа равняется 1276,871 км2, из которых 1186,221 км2 — суша, и 35,000 км2, или 7,040 % — это водоемы.

## Население
По данным переписи населения 2000 года в округе проживает 12 370 жителей в составе 4930 домашних хозяйств и 3 653 семей. Плотность населения составляет 10,00 человек на км2. На территории округа насчитывается 5 977 жилых строений, при плотности застройки около 5,00-ти строений на км2. Расовый состав населения: белые — 95,27 %, афроамериканцы — 1,29 %, коренные американцы (индейцы) — 0,61 %, азиаты — 1,46 %, гавайцы — 0,05 %, представители других рас — 0,23 %, представители двух или более рас — 1,10 %. Испаноязычные составляли 1,00 % населения независимо от расы.
В составе 31,50 % из общего числа домашних хозяйств проживают дети в возрасте до 18 лет, 62,30 % домашних хозяйств представляют собой супружеские пары проживающие вместе, 8,10 % домашних хозяйств представляют собой одиноких женщин без супруга, 25,90 % домашних хозяйств не имеют отношения к семьям, 23,10 % домашних хозяйств состоят из одного человека, 10,80 % домашних хозяйств состоят из престарелых (65 лет и старше), проживающих в одиночестве. Средний размер домашнего хозяйства составляет 2,49 человека, и средний размер семьи — 2,91 человека.
Возрастной состав округа: 23,90 % — моложе 18 лет, 7,50 % — от 18 до 24, 28,40 % — от 25 до 44, 25,40 % — от 45 до 64, и 25,40 % — от 65 и старше. Средний возраст жителя округа — 39 лет. На каждые 100 женщин приходится 99,10 мужчин. На каждые 100 женщин старше 18 лет приходится 96,50 мужчин.
Средний доход на домохозяйство в округе составлял 32 316 USD, на семью — 38 655 USD. Среднестатистический заработок мужчины был 31 106 USD против 21 985 USD для женщины. Доход на душу населения составлял 16 302 USD. Около 10,60 % семей и 12,40 % общего населения находились ниже черты бедности, в том числе — 12,90 % молодежи (тех, кому ещё не исполнилось 18 лет) и 15,60 % тех, кому было уже больше 65 лет.